# Сент-Максим (кантон)
Сент-Максим (фр. Sainte-Maxime) — кантон на юго-востоке Франции, в регионе Прованс — Альпы — Лазурный Берег (департамент — Вар, округ Драгиньян). Кантон образован 22 марта 2015 года в качестве административного центра для 10 коммун округа Драгиньян, которые ранее входили в состав кантонов Сен-Тропе (6) и Гримо (4).

## Историческая справка
Кантон Сент-Максим — новая единица административно-территориального деления Франции (департамент Вар, округ Тулон), созданная декретом от 27 февраля 2014 года. Новая норма административного деления вступила в силу на первых региональных (территориальных) выборах (новый тип выборов во Франции). Таким образом, единые территориальные выборы заменяют два вида голосования, существовавших до сих пор: региональные выборы и кантональные выборы (выборы генеральных советников). Первые выборы такого типа, на которых избирают одновременно и региональных советников (членов парламентов французских регионов) и генеральных советников (членов парламентов французских департаментов) состоялись в Сент-Максиме 22 марта 2015 года. Эта дата официально считается датой создания нового кантона. Начиная с этих выборов, советники избираются по смешанной системе (мажоритарной и пропорциональной). Избиратели каждого кантона выбирают Совет департамента (новое название генерального Совета): двух советников разного пола. Этот новый механизм голосования потребовал перераспределения коммун по кантонам, количество которых в департаменте уменьшилось вдвое с округлением итоговой величины вверх до нечётного числа в соответствии с условиями минимального порога, определённого статьёй 4 закона от 17 мая 2013 года. В результате пересмотра общее количество кантонов департамента Вар в 2015 году уменьшилось с 43 до 23.
Советники департаментов избираются сроком на 6 лет. Выборы территориальных и генеральных советников проводят по смешанной системе: 80 % мест распределяется по мажоритарной системе и 20 % — по пропорциональной системе на основе списка департаментов. В соответствии с действующей во Франции избирательной системой для победы на выборах кандидату в первом туре необходимо получить абсолютное большинство голосов (то есть больше половины голосов из числа не менее 25 % зарегистрированных избирателей). В случае, когда по результатам первого тура ни один кандидат не набирает абсолютного большинства голосов, проводится второй тур голосования. К участию во втором туре допускаются только те кандидаты, которые в первом туре получили поддержку не менее 12,5 % от зарегистрированных и проголосовавших «за» избирателей. При этом, для победы во втором туре выборов достаточно простого большинства (побеждает кандидат, набравший наибольшее число голосов).

## Состав кантона
Новый кантон в составе округа Драгиньян сформирован 22 марта 2015 года на территории 10 коммун: Гримо, Коголен, Ле-План-де-ла-Тур и Сент-Максим (из состава упразднённого кантона Гримо) и 6 коммун из состава упразднённого кантона Сен-Тропе: Гасен, Кавалер-сюр-Мер, Ла-Круа-Вальме, Ла-Моль, Раматюэль и Сен-Тропе.
С марта 2015 года площадь кантона — 346,71 км², включает в себя 10 коммун, население — 52 957 человек, плотность населения — 152,74 чел/км² (по данным INSEE, 2012).
| Коммуна           | Французское название | Код, INSEE | Площадь, км² | Население, чел. (2012) | Плотность, чел/км² |
| ----------------- | -------------------- | ---------- | ------------ | ---------------------- | ------------------ |
| Гасен             | Gassin               | 83065      | 24,74        | 2 818                  | 114                |
| Гримо             | Grimaud              | 83068      | 44,58        | 4 041                  | 91                 |
| Кавалер-сюр-Мер   | Cavalaire-sur-Mer    | 83036      | 16,74        | 7 062                  | 422                |
| Коголен           | Cogolin              | 83042      | 27,93        | 11 186                 | 401                |
| Ла-Круа-Вальме    | La Croix-Valmer      | 83048      | 22,28        | 3 509                  | 157                |
| Ла-Моль           | La Môle              | 83079      | 45,28        | 1 198                  | 26                 |
| Ле-План-де-ла-Тур | Le Plan-de-la-Tour   | 83094      | 36,8         | 2 829                  | 77                 |
| Раматюэль         | Ramatuelle           | 83101      | 35,57        | 2 126                  | 60                 |
| Сен-Тропе         | Saint-Tropez         | 83119      | 11,18        | 4 452                  | 398                |
| Сент-Максим       | Sainte-Maxime        | 83115      | 81,61        | 13 736                 | 168                |